# القنب الهندي في باربادوس
القنب الهندي غير قانوني في باربادوس, لكن الطلب على المخدرات في الجزيرة. يتم الحصول على القنب الهندي من سانت فنسنت وجامايكا من قبل التجار المحليين الذين يجمعون الموارد لشراء شحنات الدواء، التي يتم نقلها بواسطة القوارب السريعة.

## اقرأ أيضاً
قنب هندي
تأثيرات الحشيش
تأثيرات الحشيش